# الکس ویگو
الکس ویگو (انگلیسی: Alex Vigo؛ زادهٔ ۲۸ آوریل ۱۹۹۹) بازیکن فوتبال اهل آرژانتین است.
از باشگاه‌هایی که در آن بازی کرده‌است می‌توان به باشگاه فوتبال ریور پلاته اشاره کرد.